# Lirabrug
De Lirabrug is een vaste brug annex viaduct in de wijk De Aker in Amsterdam Nieuw-West.
De brug vormt de verbinding tussen De Alpen (gelegen in de Bergenwijk) en de weg rond het Ecuplein (Geldwijk). De brug overspant daarbij tegelijkertijd het water Machinetocht en voet/fietspad Guldenpromenade. De straatnamen hier, die verwijzen naar Europese munteenheden, dateren uit maart 1997, de brug dateert van het eind van de jaren negentig.
Ze heeft daarbij gescheiden wegdelen, die op betonnen overspanningen liggen. De twee delen worden ieder ondersteund door een brugdrager, die op een sokkel in het midden van de sloot staat. Iedere drager bestaat uit twee verticaal staande betonnen heipalen en een die diagonaal loopt. Op de drie pijlers ligt een betonnen ligger. Op de diagonale pijlers staan enigszins diagonaal staande lantarenpalen, dus deels over de rijweg, zodat ook het midden van de brug/viaduct licht ontvangt. Het geheel wordt gecompleteerd met roestvrijstalen balustrades.
De brug ging twintig jaar anoniem door het leven, alleen aangeduid met haar nummer. In 2016/2017 kon de burgerij voorstellen indienen tot naamgeving van die anonieme bruggen. De gemeente keurde in maart 2017 de inzending voor een vernoeming naar de Turkse lira goed.

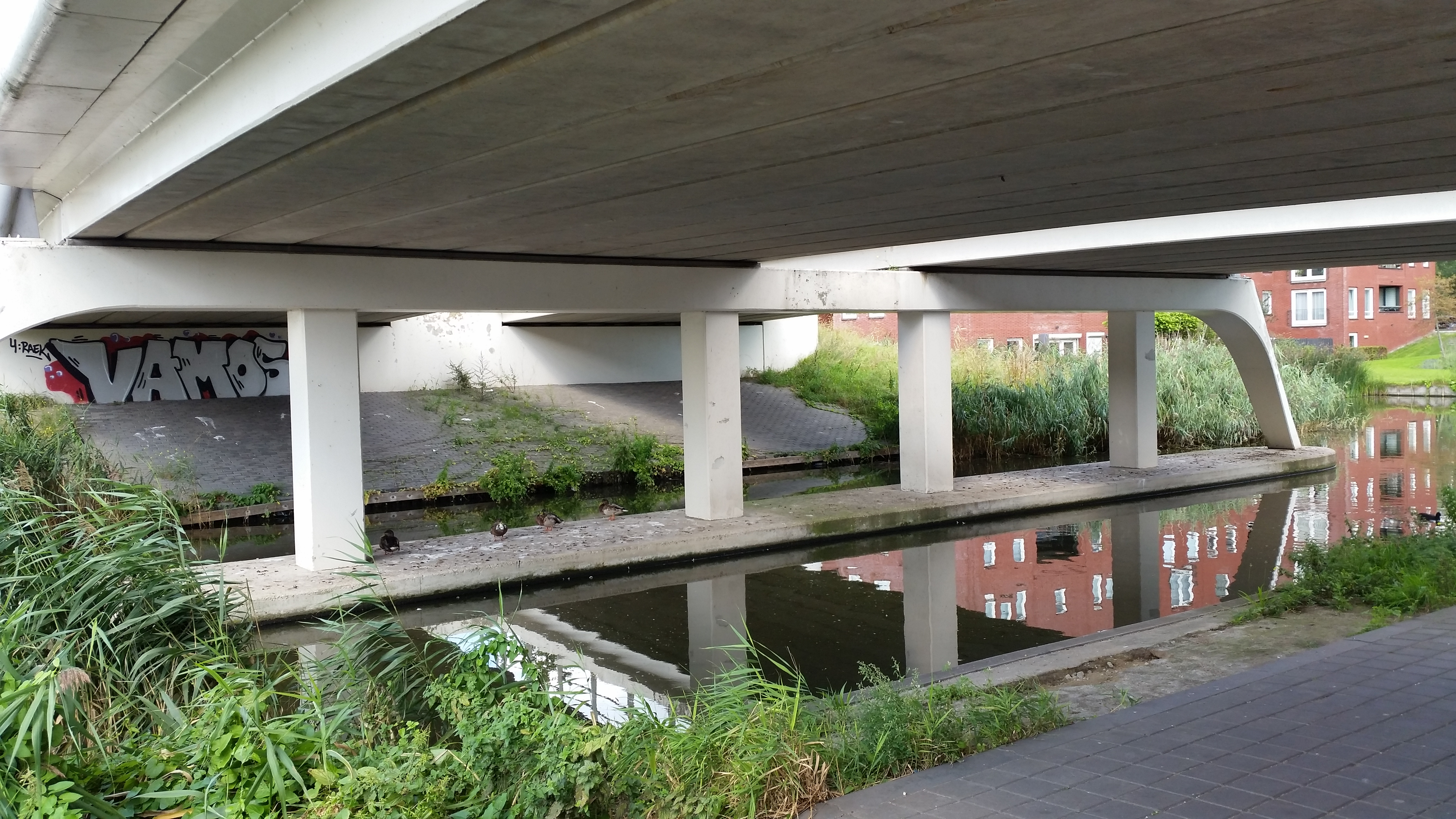
Pijlers en liggers van Lirabrug (september 2020)

<<< · 1800 · 1801 · 1802 · 1803 · 1804 · 1805 · 1806 · 1807 · 1808 · 1809 ·  1810 · 1811 · 1812 · 1813 · 1814 · 1815 · 1816 · 1818 · 1819 · 1820 · 1821 · 1822 · 1823 · 1824 · 1826 · 1827 · 1828 · 1829 · 1830 · 1831 · 1832 · 1833 · 1834 · 1835 · 1836 · 1837 · 1838 · 1839 · 1840 · 1841 · 1842 · 1843 · 1844 · 1845 · 1846 · 1847 · 1848 · 1849 · 1850 · 1851 · 1852 · 1853 · 1854 · 1855 · 1856 · 1857 · 1858 · 1859 · 1860 · 1861 · 1862 · 1863 · 1864 · 1865 · 1866 · 1867 · 1868 · 1869 ·  1870 · 1871 · 1872 · 1873 · 1874 · 1875 · 1876 · 1877 · 1879 ·  1880 · 1881 · 1882 · 1883 · 1884 · 1885 · 1886 · 1888 · 1889 · 1890 · 1891 · 1892 · 1893 · 1894 · 1895 · 1896 · 1897 · 1898 · 1899 · >>>
Brugnummers 1817, Brug 1819, 1820, 1825, 1878, 1887  zijn niet (meer) vergeven.